# BMW M43

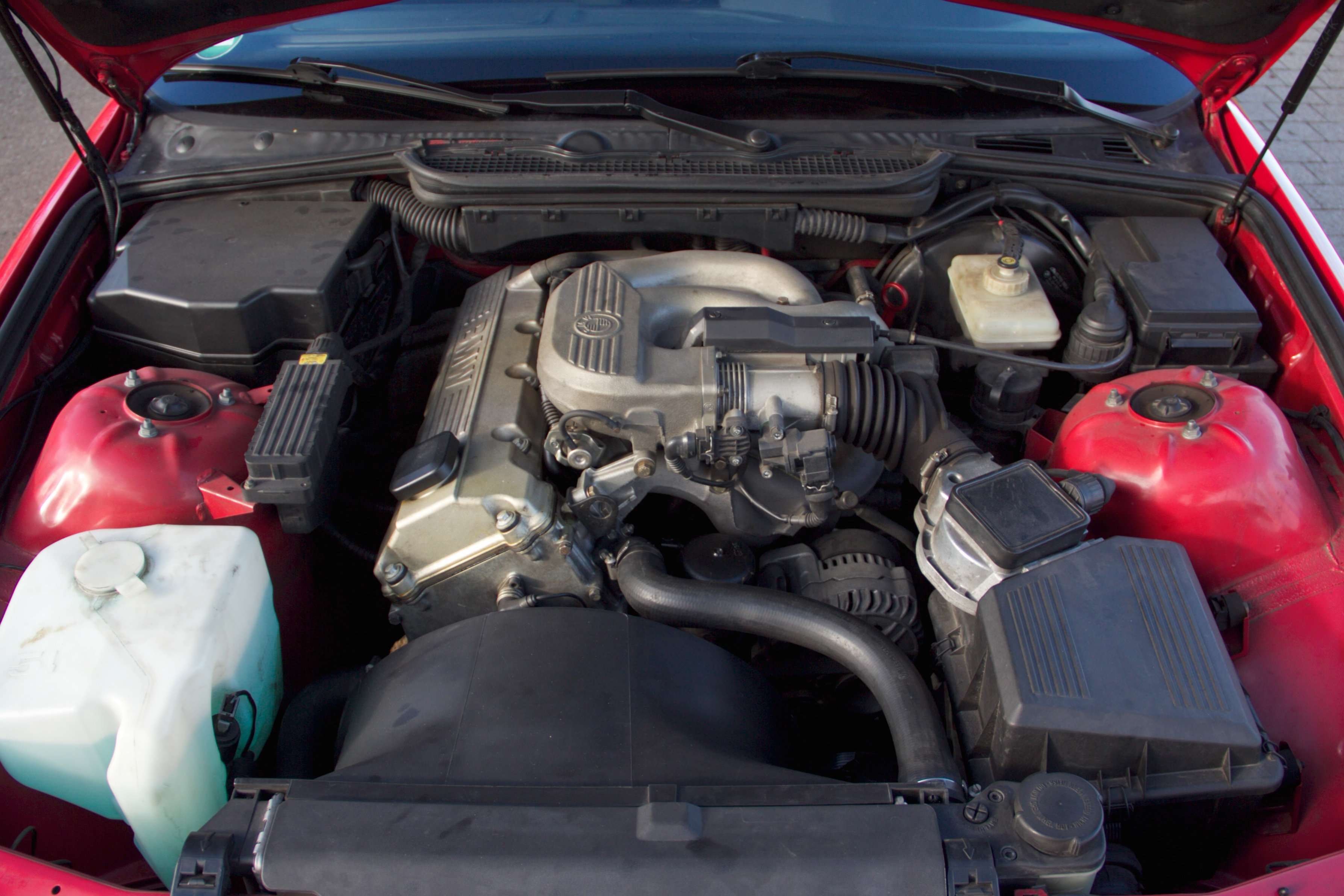
BMW M43B16 in einem 316i Compact (E36)

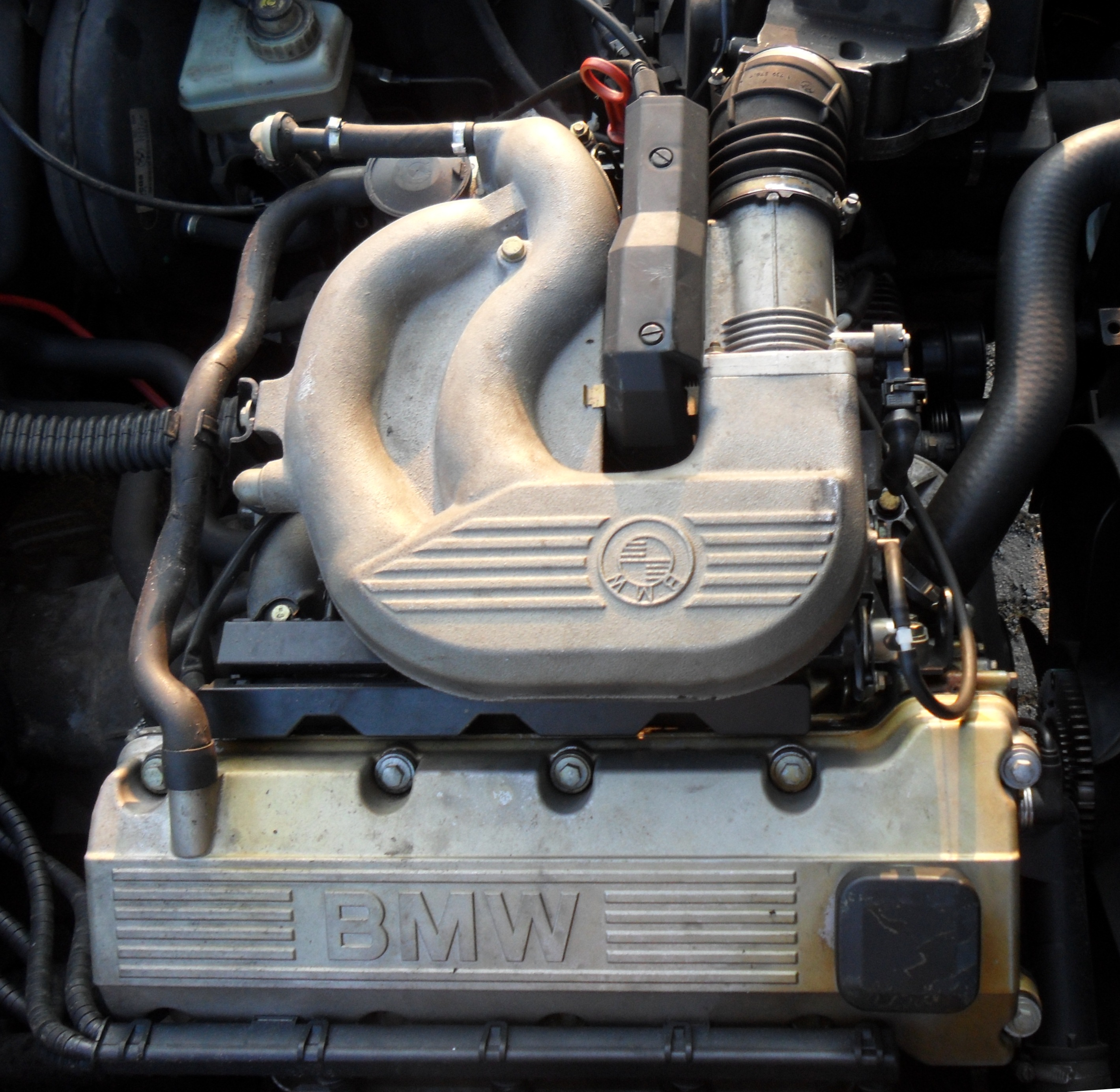
BMW M43B18

Der BMW M43 ist ein Reihenvierzylinder-Ottomotor des Automobilherstellers BMW und Nachfolger des BMW M40. Dabei wurde das Kurbelgehäuse (Motorblock) unverändert übernommen. Gegenüber dem Vorgängertriebwerk wurde beim M43 der Zahnriemenantrieb durch eine wartungsfreie Steuerkette ersetzt, die Reibung im Ventiltrieb durch Rollenschlepphebel reduziert, der störanfällige Zündverteiler durch ein Zündsystem mit ruhender Hochspannungsverteilung ersetzt, die Kurbelwelle erleichtert und die Verdichtung leicht erhöht. Ferner wurden der Nebenaggregateantrieb, die Kurbelgehäuseentlüftung, das Thermostatgehäuse und die Ansauganlage überarbeitet. Letztere war nun strömungsgünstiger gestaltet und als Differenzierte Sauganlage (DISA) ausgeführt.
Der BMW M43 kam ab 1994 im BMW E36 316i und 318i zum Einsatz.
Darüber hinaus gab es zwei Benzin-Erdgas-Varianten, welche in der Modellbezeichnung ein „g“ statt einem „i“ trugen. Angeboten wurde der bivalente Benzin-Erdgas-Antrieb in der Baureihe E36 als 316g compact (Zweisitzer) und in der Baureihe E34 als 518g touring. Aufgrund seines Drehmomentverlaufs eignete sich der M43 besonders gut für bivalenten Antrieb.
Zur Markteinführung des E46 wurde der M43 technisch überarbeitet und fortan als M43TÜ eingesetzt, bis er 2001 durch seine zwei Nachfolger N40 und N42 ersetzt wurde.

## Daten
| Motortyp    | Hubraum          | Bohrung × Hub   | Ventile/Zyl. | Verdichtung | Leistung bei 1/min        | Drehmoment bei 1/min | Bauzeit   |
| ----------- | ---------------- | --------------- | ------------ | ----------- | ------------------------- | -------------------- | --------- |
| M43B16      | 1,6 l (1596 cm3) | 84 mm × 72 mm   | 2            | 9,7:1       | 75 kW (102 PS) bei 5500   | 150 Nm bei 3900      | 1993–1999 |
| M43B16      | 1,6 l (1596 cm3) | 84 mm × 72 mm   | 2            | 9,7:1       | 64 kW (87 PS) bei 5500 A  | 127 Nm bei 3900 A    | 1995–2000 |
| M43B18      | 1,8 l (1796 cm3) | 84 mm × 81 mm   | 2            | 9,7:1       | 85 kW (115 PS) bei 5500   | 168 Nm bei 3900      | 1993–1999 |
| M43B18      | 1,8 l (1796 cm3) | 84 mm × 81 mm   | 2            | 9,7:1       | 74 kW (100 PS) bei 5500 A | 142 Nm bei 3900 A    | 1995–1996 |
| M43TUB19 UL | 1,9 l (1895 cm3) | 85 mm × 83,5 mm | 2            | 9,7:1       | 77 kW (105 PS) bei 5300   | 165 Nm bei 2500      | 1998–2002 |
| M43TUB19 OL | 1,9 l (1895 cm3) | 85 mm × 83,5 mm | 2            | 9,7:1       | 87 kW (118 PS) bei 5500   | 180 Nm bei 3900      | 1998–2001 |

## Verwendung
M43B16
- 1,6 l (1596 cm³), 64 kW (87 PS), 127 Nm
  - 1995–2000 BMW E36 316g Compact
- 1,6 l (1596 cm³), 75 kW (102 PS), 150 Nm
  - 1993–1999 BMW E36 316i/Compact

M43B18
- 1,8 l (1796 cm³), 85 kW (115 PS), 168 Nm
  - 1993–1999 BMW E36 318i
  - 1994–1996 BMW E34 518i
  - 1995–1996 BMW E34 518g
  - 1996–1998 BMW Z3 1.8

M43TUB19 UL
- 1,9 l (1895 cm³), 77 kW (105 PS), 165 Nm
  - 1999–2000 BMW E36 316i Compact
  - 1998–2001 BMW E46 316i

M43TUB19 OL
- 1,9 l (1895 cm³), 87 kW (118 PS), 180 Nm
  - 1998–2001 BMW E46 318i/Ci
  - 1998–2002 Z3 1.9i